# 제16회 제주영화제
제16회 제주영화제는 2020년 11월 29일에 열린 시상식이다.

## 수상 및 후보

### 제주트멍
- 아동급식 - 홍연이
- 이추룩 썬샤인 - 김승환
- 헛묘 - 변성진
- 사일의 기억 - 문숙희

### 아일랜드시네마
- 45년 후 - 앤드류 헤이
- 내가 죽던 날 - 박지완
- 미안해요, 리키 - 켄 로치
- 비바리움 - 로칸 피네건
- 타오르는 여인의 초상 - 셀린 시아마

### 한국영화 초이스
- 국도극장: 감독판 - 전지희
- 남매의 여름밤 - 윤단비
- 야구소녀 - 최윤태
- 인정사정 볼 것 없다 - 이명세

### 아임 유어 시네마
- 서복 - 이용주
- 화양연화 - 왕가위

### 핑퐁시네마
- 마을회관 - 박소룡
- 베를린에서 쏘아 올린 공 - 홍수희
- 라이벌 - 이현동
- 파이브 스탭 & 스핀 - 전광희
- 호돌이 - 최일수

### 특별전1
- 기생충 - 봉준호
- 마더 - 봉준호
- 살인의 추억 - 봉준호
- 설국열차 - 봉준호

### 특별전2
- 피안화 - 오즈 야스지로
- 가을 햇살 - 오즈 야스지로
- 꽁치의 맛 - 오즈 야스지로
- 동경의 황혼 - 오즈 야스지로
- 맥추 - 오즈 야스지로

### 미쟝센 인 제주
- Ok, 탑스타 - 이건휘
- 긴 밤 - 김정민
- 서스피션 - 박우건
- 술래 - 김도연
- 신의 딸은 춤을 춘다 - 변성빈
- 실 - 이나연 외 1명
- 아마 늦은 여름이었을 거야 - 김소형
- 우리의 낮과 밤 - 김소형